# Kingdom (US-amerikanische Fernsehserie)
Kingdom (entwickelt unter dem Titel Navy St.) ist eine US-amerikanische Fernsehserie, die im Mixed-Martial-Arts-Bereich spielt und am 8. Oktober 2014 ihre Premiere beim Sender Audience Network feierte. Nach einer erfolgreichen ersten Staffel verkündete der Sender, dass 20 weitere Folgen bestellt wurden. Ob diese als eine oder mehrere Staffeln angelegt sind, gab der Sender jedoch nicht bekannt, nur, dass zehn von ihnen für Herbst 2015 geplant waren und die weiteren im Jahr 2016 folgen sollen.
Die Ausstrahlungsrechte in Deutschland sicherte sich der PayTV-Sender AXN, welcher eine Ausstrahlung der kompletten ersten Staffel an zwei Abenden, am 9. und 10. Oktober 2015, plant.

## Handlung
Kingdom ist ein raues Familiendrama, das in der Welt der Mixed Martial Arts (MMA) in Venice, Kalifornien angesiedelt ist. Alvey Kulina besitzt die Navy St. MMA, die er mit Hilfe seiner Freundin Lisa Prince betreibt. Er ist bereit auch außerordentliche Mittel anzuwenden, um sicherzustellen, dass für seine Kämpfer gesorgt ist – koste es, was es wolle. Dadurch hat er die Beziehung zu seinen beiden Söhnen, Jay und Nate, die beide ebenfalls kämpfen, im Sport wie auch in seinem eigenen Leben erschwert. Kompliziert wird die Situation auch durch die Mutter der beiden, Alveys Ex-Frau Christina, deren psychische Probleme und Drogenabhängigkeit die Sache noch verschlimmern.

## Besetzung und Synchronisation
Die deutsche Synchronisation erfolgt bei der SDI Media Germany GmbH, Berlin unter Regie von Sven Plate.

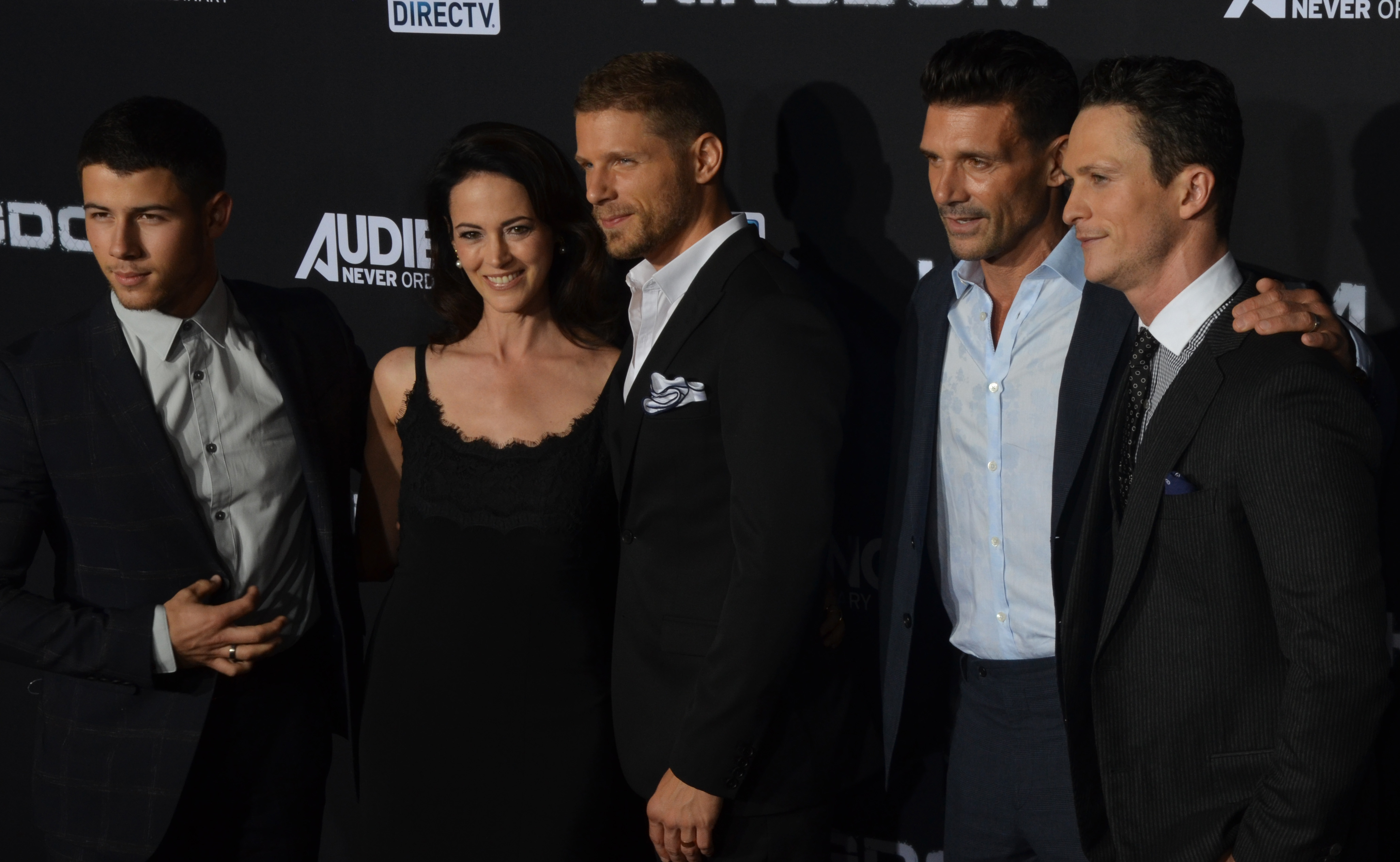
Nick Jonas, Joanna Going, Matt Lauria, Frank Grillo und Jonathan Tucker bei der Premiere von Kingdom

| Schauspieler    | Charakter        | Synchronsprecher   |
| --------------- | ---------------- | ------------------ |
| Frank Grillo    | Alvey Kulina     | Dennis Schmidt-Foß |
| Kiele Sanchez   | Lisa Prince      | Ulrike Stürzbecher |
| Matt Lauria     | Ryan Wheeler     | Jaron Löwenberg    |
| Jonathan Tucker | Jay Kulina       | Roman Wolko        |
| Nick Jonas      | Nate Kulina      | David Turba        |
| Joanna Going    | Christina Kulina | Sabine Arnhold     |